# Атемона, Кристалино
Кристалино Атемона (нем. Christalino Atemona; род. 6 мая 2002, Цвизель, Бавария) — немецкий футболист, защитник клуба «Браво».

## Карьера

### «Герта»
Воспитанник футбольных академий берлинских клубов «Айнтрахт Зюдринг» и «Райникендорфер Фюхе», в которых занимался на юношеском уровне. В 2014 году присоединился к берлинской «Герте». В 2020 году стал подтягиваться к матчам со второй командой клуба. В июле 2021 года был полноценно переведён во второй состав берлинского клуба. Дебютировал за клуб 22 августа 2021 года в матче против клуба «Хеми», выйдя на поле в стартовом составе. Дебютным забитым голом за клуб отличился 6 апреля 2022 года в матче против клуба «Теннис Боруссия Берлин». По итогу сезона вместе с клубом завершил чемпионат на итоговом восьмом месте в турнирной таблице. На протяжении сезона выступал за клуб в роли основного игрока, часть сезона пропустив из-за травм и болезни, отличившись своим единственным забитым голом. Также несколько раз попадал в заявку на матчи с основной командой клуба.

### «Кортрейк»
В августе 2022 года начинал сезон в составе второй команды берлинской «Герты», однако сыграл за клуб всего лишь матч. В январе 2023 года на правах свободного агента присоединился к бельгийскому «Кортрейку», подписав контракт до конца июня 2024 года. Дебютировал за клуб 11 января 2023 года в матче Кубка Бельгии против «Мехелена», выйдя на замену в начале второго тайма. Дебютный матч в чемпионате сыграл 15 января 2023 года против «Гента», выйдя на поле в стартовом составе. Первым результативным действием за клуб отличился в своём следующем матче 18 января 2023 года против клуба «Серен», отдав голевую передачу. По итогу сезона вместе с клубом завершил чемпионат на итоговом четырнадцатом месте. На протяжении сезона выступал за клуб в роли одного из основных игроков, отличившись своей единственной голевой передачей. В августе 2023 года начинал сезон в составе бельгийского клуба, однако вскоре выбыл из распоряжения клуба до конца сезона. В июле 2024 года официально покинул клуб по окончании срока действия контракта.

### «Браво»
С июля 2024 года находился в статусе свободного агента. В январе 2025 года на правах свободного агента присоединился к словенскому клубу «Браво», подписав контракт до конца мая 2026 года. Дебютировал за клуб 1 февраля 2025 года в матче против клуба «Целе», выйдя на поле в стартовом составе, также отличившись своим дебютным забитым голом. Вместе с клубом вышел в полуфинал Кубка Словении, где 23 апреля 2025 года уступили клубу «Копер», завершив своё выступление на турнире, однако сам футболист остался на скамейке запасных. По итогу сезона вместе с клубом завершил чемпионат на итоговом пятом месте в турнирной таблице. На протяжении сезона выступал за словенский клуб в роли одного из основных игроков, отличившись своим единственным забитым голом.
Первый матч в новом сезоне сыграл 20 июля 2025 года против клуба «Копер», выйдя на поле в стартовом составе.

## Международная карьера
В декабре 2019 года получил вызов в юношескую сборную Германии до 18 лет. Дебютировал за сборную 12 декабря 2019 года в матче против сборной Израиля. В сентябре 2020 года отправился в распоряжение юношеской сборной Германии до 19 лет, где сыграл товарищеские матчи против сборных Польши и Бельгии. В октябре 2021 года получает вызов в молодёжную сборную Германии до 20 лет для участия в молодёжной Элитной лиге. Дебютировал за сборную 11 октября 2021 года в матче против сборной Румынии. 